# Acetylocysteina
Acetylocysteina, ACC (łac. acetylcysteinum) – organiczny związek chemiczny, N-acetylowa pochodna L-cysteiny o działaniu mukolitycznym. Stosowana także w postaci soli sodowej.

## Mechanizm działania
Zmniejszają lepkość wydzieliny poprzez rozrywanie wiązań disiarczkowych w polipeptydach śluzu, z utworzeniem produktów o zwiększonej hydrofilowości. Usprawnia również czynność nabłonka oddechowego odpowiedzialnego za usuwanie nadmiaru wydzieliny w drogach oddechowych.

## Wskazania
Ostre i przewlekłe zapalenie oskrzeli i mukowiscydoza. Jest też stosowana jako antidotum w przypadku zatruć paracetamolem, inaktywuje jego toksyczne metabolity (głównie N-acetylo-p-benzochinoiminę) i utrzymuje prawidłowy poziom glutationu w wątrobie. W niektórych badaniach wykazano, że podawanie acetylocysteiny zmniejsza ryzyko nefropatii wywołanej środkami kontrastowymi, jednakże wyniki innych badań podają to w wątpliwość.

## Działania niepożądane
Nieprzyjemny smak w ustach po inhalacji, podrażnienie błon śluzowych nosa i gardła.
Po zastosowaniu niewłaściwych dawek leku: rzadko może dojść do skurczu oskrzeli (szczególnie u chorych na dychawicę oskrzelową), nudności, wymioty, gorączka, dreszcze, wodnisty wyciek z nosa.

## Preparaty
Dostępna w formie tabletek, tabletek musujących, granulatu lub proszku do przygotowania roztworu oraz roztworu. Preparaty dostępne w Polsce w 2019 r.: ACC, Acetylcysteine (Rp), Fluimucil, Muccosinal, Mufluil Forte, Nacecis i Tussicom (Rp).